# Senorise Perry
Senorise Perry (Summerville, 19 settembre 1991) è un giocatore di football americano statunitense che milita nel ruolo di running back per i Tennessee Titans della National Football League (NFL). Al college giocò a football con i Louisville Cardinals.

## Carriera professionistica

### Chicago Bears
Il 19 maggio 2014 Perry firmò con i Chicago Bears dopo non essere stato scelto da nessuna squadra nel corso del draft. Nella stagione 2014 giocò principalmente con lo special team in tutte le 16 gare di stagione regolare. N nel complesso mise a segno 17 tackle e 2 fumble forzati, tutti come membro dello special team.
Il 1º settembre 2015 Perry venne inserito nella lista degli infortunati a causa di un infortunio al piede.
Il 28 agosto 2016 Perry venne svincolato dai Bears, per poi firmare un nuovo contratto per la squadra di allenamento. Il 13 settembre i Bears lo svincolarono definitivamente.

### Miami Dolphins
Il 13 ottobre 2016 Perry firmò un contratto con la squadra di allenamento dei Miami Dolphins. In seguito, il 10 gennaio 2017, firmò un nuovo contratto con i Dolphins, con validità a partire dalla stagione successiva.

### Buffalo Bills
Il 28 marzo 2019, Perry firmò con i Buffalo Bills. Divenne il primo giocatore ad indossare il numero 32 dai tempi di O.J. Simpson, che lo indossò nel periodo 1969-1977.

### Tennessee Titans
Il 30 aprile 2020 Perry firmò con i Tennessee Titans.